# グッド・ガール・ゴーン・バッド
『グッド・ガール・ゴーン・バッド』（原題: Good Girl Gone Bad）は、リアーナの通算3枚目のアルバム。

## アルバム概要
前作からほぼ1年という短いサイクルでリリースされた作品。本国アメリカでのリリースに先駆けて、日本で先行発売された。アルバムからの先行シングル「アンブレラ」が、全米シングルチャートで、7週連続1位と、自身最大のヒットとなる。その後、アルバムからのシングルが次々とヒットし、後述の再発盤を含め、3曲の全米1位を獲得する大ヒットアルバムとなった。

## グッド・ガール・ゴーン・バッド＋3
『グッド・ガール・ゴーン・バッド』からほぼ1年後にリリースされた、再発盤。『グッド・ガール・ゴーン・バッド』に新たに3曲（「テイク・ア・バウ」・「ディスタービア」・「イフ・アイ・ネヴァー・シー・ユア・フェイス・アゲイン」）が追加されている。イギリス・アメリカでのバージョンには、「アンフェイスフル」、「ヘイト・ザット・アイ・ラヴ・ユー」など4曲のライブ映像付きのDVDが特典として付いている。

## チャートパフォーマンス
日本
オリコンアルバムチャートでは、初登場7位を記録。後にRIAJでは、ゴールドディスクに認定された。再発盤である、『グッド・ガール・ゴーン・バッド＋3』は、最高位95位と低調な売り上げに留まっている。
アメリカ
全米アルバムチャートでは、初動で16万枚を超える売り上げを記録したものの、ティー・ペインにわずかな差で敗れ初登場2位と、自身初のアルバムチャート1位はお預けとなった。再発盤のリリース後には、124位から7位への大ジャンプアップを記録。RIAAでは、ダブルプラチナに認定された。
イギリス
全英アルバムチャートでは、初動で5万枚を超える売り上げで初登場1位を記録。リアーナにとって初の全英アルバムチャート1位となった。その後も好調な売り上げを記録し、2007年の年間アルバムチャートで10位に食い込んだ。再発盤をリリース後も勢いは衰えず、2008年の年間チャートでは6位という高位置にランクインした。
世界的にみると、700万枚を超える売り上げを記録し、10か国以上で1位を獲得。2007年の売り上げは世界13位、2008年では7位と世界的ヒットとなった。

## シングル
アルバムの売り上げ以上に、このアルバムからのシングルは大成功を収めている。再発盤を含め、8曲のシングルがカットされ、内3曲が全米シングルチャート1位を獲得。また、8曲中7曲が全米シングルチャートのトップ20にランクインするなど、破格のヒットを記録している。
- アンブレラ - Umbrella feat. Jay-Z
  - アルバムからの先行シングル。全米シングルチャート7週連続の1位・全英シングルチャートでは10週連続1位を獲得する大ヒットシングルとなった。27か国以上で1位を獲得し、現在までに660万枚以上の売り上げを記録（デジタルセールスを含む）。
- シャット・アップ・アンド・ドライブ - Shut Up and Drive
  - アルバムからの2ndシングル。アルバムリリースに伴ってシングルカットされ、全米15位を記録。
- ヘイト・ザット・アイ・ラヴ・ユー - Hate That I Love You feat. Ne-Yo
  - アルバムからの3rdシングル（ヨーロッパでは4thシングル）。ニーヨが作曲&客演として参加し、全米7位を記録。
- ドント・ストップ・ザ・ミュージック - Don't Stop the Music
  - アルバムからの4thシングル（ヨーロッパでは3rdシングル）。全米最高位3位ながらも、10か国以上で1位を獲得し、世界的ヒットシングルとなった。マイケル・ジャクソンのスタート・サムシングをサンプリングしている。
- テイク・ア・バウ - Take A Bow
  - アルバムからの5thシングル（再発盤からの先行シングル）。全米&全英1位を獲得。自身3曲目の全米1位獲得となった。
- イフ・アイ・ネヴァー・シー・ユア・フェイス・アゲイン - If I Never See Your Face Again feat. マルーン5
  - アルバムからの6thシングル（再発盤からの2ndシングル）。リアーナ本人がファンだというマルーン5とのコラボ曲であり、マルーン5のアルバム曲のリミックス版である。全米では、最高位51位と、アルバムからのシングルで唯一トップ40入りを逃した曲である。
- ディスタービア - Disturbia
  - アルバムからの7thシングル（再発盤からの3rdシングル）。恋人と噂されるクリス・ブラウンが作曲&バックコーラスに参加し、PVと共に話題を集めた。自身4曲目の全米1位を獲得。
- リハブ - Rehab
  - アルバムからの8thシングル。アルバム発売から2年以上経った後でのリリースだったが、ジャスティン・ティンバーレイクが出演したPVが話題となり、全米トップ20入りを果たす。

## アルバムトラック
グッド・ガール・ゴーン・バッド
1. アンブレラ - Umbrella feat. Jay-Z
2. プッシュ・アップ・オン・ミー - Push Up On Me
3. ドント・ストップ・ザ・ミュージック - Don't Stop the Music
4. ブレイキン・ディッシズ - "Breakin' Dishes"
5. シャット・アップ・アンド・ドライブ - Shut Up and Drive
6. ヘイト・ザット・アイ・ラヴ・ユー - Hate That I Love You feat. Ne-Yo
7. セイ・イット - "Say It"
8. セル・ミー・キャンディ - "Sell Me Candy"
9. レミー・ゲット・ザット - "Lemme Get That"
10. リハブ - Rehab
11. クエスチョン・イグジスティング - "Question Existing"
12. グッド・ガール・ゴーン・バッド - "Good Girl Gone Bad"

日本盤ボーナストラック
1. クライ - "Cry"
2. ホーンテッド - "Haunted"

グッド・ガール・ゴーン・バッド＋3
1. アンブレラ - Umbrella feat. Jay-Z
2. プッシュ・アップ・オン・ミー - Push Up On Me
3. ドント・ストップ・ザ・ミュージック - Don't Stop the Music
4. ブレイキン・ディッシズ - "Breakin' Dishes"
5. シャット・アップ・アンド・ドライブ - Shut Up and Drive
6. ヘイト・ザット・アイ・ラヴ・ユー - Hate That I Love You feat. Ne-Yo
7. セイ・イット - "Say It"
8. セル・ミー・キャンディ - "Sell Me Candy"
9. レミー・ゲット・ザット - "Lemme Get That"
10. リハブ - Rehab
11. クエスチョン・イグジスティング - "Question Existing"
12. グッド・ガール・ゴーン・バッド - "Good Girl Gone Bad"
13. クライ - "Cry" 日本盤ボーナストラック
14. ホーンテッド - "Haunted" 日本盤ボーナストラック
15. ディスタービア - Disturbia
16. テイク・ア・バウ - Take A Bow
17. イフ・アイ・ネヴァー・シー・ユア・フェイス・アゲイン - If I Never See Your Face Again feat. Maroon5